# 天タクの歌謡曲でドーダ
アマタクの歌謡曲でドーダ（あまたくのかようきょくでどーだ）とは、過去に東海ラジオ放送のプロ野球ナイターオフ期に放送されていたラジオ番組。

この項目では、かつてプロ野球ナイターシーズン期に放送されていた「アマタクの振り逃げジョッキー」もここに記載する。

## 概要
天野良春（2007年10月まで東海ラジオアナウンサー、同年11月からはフリーアナウンサー）と、タクマの「アマタク（天タク）コンビ」（別名：「黄金コンビ」）が、1960から80年代を中心とした懐かしの歌謡曲・歌手を1曲取り上げる番組。プロ野球ナイターシーズン中は、月曜日などナイター中継がない日に放送されていたが、「振り逃げジョッキー」が放送されている頃はナイター期間中は放送を休止していた時期もあった。2008年頃からは再びナイターオフ・ナイターシーズン関係なく放送されるようになった。
「振り逃げジョッキー」では、アマタクの2人がニュースなどについて思うままにトークを広げていく番組であった。
両番組とも、中駒産業グループの一社提供であった。かつては、本編内のCMはアマタクの2人が生CMを、また主に三重テレビ放送、東海テレビで流れているCMの最後の「中駒産業～♪」と社長と揃ってハモる場面にはアマタクの2人が出演していた。
また年に数回、日曜の昼間や夕方の時間帯に「天タクの懐かしの歌謡曲」（なつかしの歌謡曲などが収録されたCDのラジオショッピング番組）と題した特番も放送されていた。
「歌謡曲でドーダ」はハガキのみの参加（この点については、「高齢者優遇番組」という理由をつけている）だが、「振り逃げジョッキー」ははがきとメールからもクイズの答えが送れるようになっていた。
「歌謡曲でドーダ」では、『（曲に乗せて）天野が「～アマ、アマ」→タクマが「おっさん、何言うとんねん!」』というジングルが主に使用される。「振り逃げジョッキー」では、『ふりふりふり～』っというジングルが主に使用されていた。
その後、2009年10月のナイターオフ編成改編で、ニッポン放送制作の「ショウアップナイターバッテリー」を放送開始したことに伴い、アマタクが出演する放送枠は一時終了となったが、2010年10月のナイターオフ編成改編で、日曜日午前9時から30分枠で「アマタク懐かしの歌声喫茶」（後に「あまタク商売繁盛!てんてこまい!」）がスタートしている。

## オープニング・エンディング曲
- 歌謡曲でドーダ - 東京ブギウギ（但し原曲ではなく、スターダストレビューがカバーした曲を使用）
- 振り逃げジョッキー - 不明

## コーナー
歌謡曲でドーダ
- アマタク愛の歌謡劇場

毎週様々なテーマによって前半の佐藤友香（当時、東海ラジオアナウンサー）による色っぽい声による歌詞を読んだ後、読んだ歌詞の曲が放送される。
- 人生いろいろ クイズもいろいろ（コーナージングルとして、2人がコーナー名を言った後に、島倉千代子の「人生いろいろ」の一部分が放送される。歌謡曲を利用したクイズ）

ディレクターによってつくられた様々なクイズ〔歌手名、曲名、中トロ（ある曲の中程を聞いて答える）、逆回転（ある曲をディレクターの編集により逆回転した状態のものを聞いて答える）など〕に答える（複数回答は無効）。ここではパーソナリティー2人も放送中にクイズに参加し、わかったらスタジオの外（副調整室）にいるディレクターに直接出向き言う事になっているが、間違っている場合は、間違えた答えを言ってヒントにしている（ヒントがない場合もある）。正解者には商品券・間違えた人にも抽選で1名に中駒産業協賛の選べるギフトが贈られる。
- リクエスト

エンディング前に行われているが、クイズの時間など前の2つのコーナーが長くなると放送されない。また番組改編期間などの影響で前回の放送日と次回の放送日が近い場合とアマタクのどちらかが休みの場合は、『リクエスト大会』としてリクエストのみを扱う。
振り逃げジョッキー
- クイズ - スポーツの様々な予想をリスナーが選択肢から選ぶ（複数回答は無効）。

## 出演
- 天野良春（2007年10月までは東海ラジオアナウンサー。同年11月からはフリーアナウンサー）
- タクマ（マジシャン、「かにタク言ったもん勝ち」パーソナリティー）

## 放送時間
歌謡曲でドーダ
- 水曜 21:00-21:30（2008年ナイターオフ）
- 月曜 19:00-19:30（2008年・2009年ナイターシーズン）
- 土曜 20:00-20:30（2009年ナイターオフ）

振り逃げジョッキー
- 月曜18:20-18:40

ナイターシーズン中は数回ガッツナイタースペシャルが入ることがあり、その際は主に日曜昼に組み込まれた。

## エピソード
- 2009年6月22日放送「歌謡曲でドーダ」は、アマタクコンビで行く香港・マカオツアーに同年6月20日から出発したため、番組もオープニングから通常のオープニングおよびエンディング曲ではなく、香港に関する曲だったほか、オープニング後のCM明けに通常のオープニング曲と「アマタク愛の歌謡劇場」のコーナータイトルのジングルなどが一緒に流れたため、タクマが「罰当たりディレクター[2]に罰が当たった」と言った。
- 2009年6月29日放送で出題された「人生いろいろ‐」では、通常のプレゼントに加え、上記に述べたとおりアマタクがツアーに出かけた豪華なお土産として、パーソナリティ2人のサインが書かれたクリアファイルがプレゼントに加わった。